# Psycho (Muse)
Psycho is een nummer van de Britse rockband Muse, afkomstig van hun zevende studioalbum Drones. Het nummer werd op 12 maart 2015 uitgebracht als promotiesingle en verscheen later als B-kant van de single Dead Inside.
De basisriff van het nummer werd voor het eerst gespeeld in 1999 en was ook te horen op de HAARP-concertregistratie. Volgens zanger en gitarist Matthew Bellamy is het nummer te aanstootgevend om op de radio te worden gedraaid.
Het Nederlandse radiostation NPO 3FM riep het nummer op 20 maart 2015 uit tot 3FM Megahit.

## Hitlijsten

### NPO Radio 2 Top 2000
| Nummer met noteringen in de NPO Radio 2 Top 2000 | '15 | '16 | '17 | '18 | '19 | '20 | '21 | '22 | '23 | '24 |
| ------------------------------------------------ | --- | --- | --- | --- | --- | --- | --- | --- | --- | --- |
| Psycho                                           | 597 | 185 | 222 | 290 | 264 | 285 | 297 | 288 | 302 | 278 |

1. ↑  Een vetgedrukt getal geeft de hoogste notering aan.
2. ↑  2015 was het eerste jaar met een notering voor dit nummer.